# Dactylodenia vitosensis
Dactylodenia vitosensis là một loài thực vật có hoa trong họ Lan. Loài này được Jagiello mô tả khoa học đầu tiên năm 1988.